# نبرد آنگلون

منطقه نبرد آنگلون

نبرد آنگلون در سال ۵۴۳ میلادی در زمان حمله بیزانس به ارمنستان ساسانی رخ داد.
ارتش بیزانس پس از دریافت اطلاعات دربارهٔ رخداد شورشی در ایران و همه‌گیری یک بیماری در ارتش اصلی ایران، به دستور امپراتور ژوستینین یکم هجوم سنگینی را به ارمنستان ایران آغاز کرد. نیروهای ایرانی منطقه با موفقیت یک کمین از پیش طراحی شده را در آنگلون انجام دادند و قاطعانه به این جنگ پایان دادند.